# تالیثا بیتمن
تالیثا الیانا بِیتمن (به انگلیسی: Talitha Eliana Bateman) یک هنرپیشه اهل ایالات متحده آمریکا است. از فیلم‌ها یا برنامه‌های تلویزیونی که وی در آن نقش داشته‌است می‌توان به طوفان جغرافیایی و نه جان و آنابل: آفرینش اشاره کرد.